# Philipp Jakob von Kaltenthal

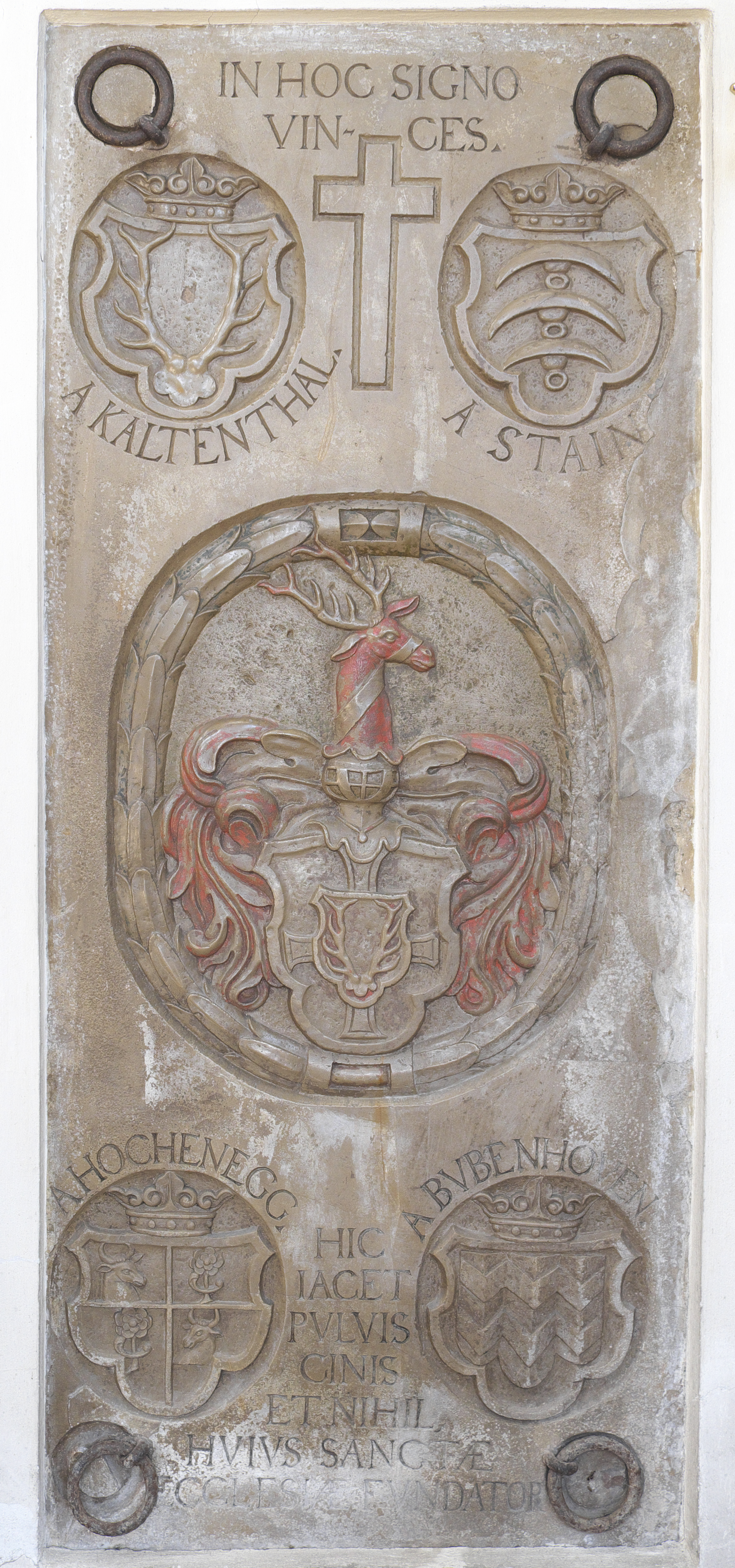
Grabstein von Philipp Jakob von Kaltenthal in der Wallfahrtskirche Maria Birnbaum in Sielenbach

Philipp Jakob von Kaltenthal (auch von Kaltental) (* vor 1627; † 14. März 1669 in Blumenthal) war ein Deutschordensritter, Komtur von Horneck und Blumenthal sowie Ratsgebietiger der Deutschordensballei Franken. Bekannt ist er als Bauherr der Wallfahrtskirche Maria Birnbaum in Sielenbach im bayerischen Regierungsbezirk Schwaben.

## Familie
Philipp Jakob von Kaltenthal stammte aus der Familie von Kaltenthal, genauer aus der katholischen Linie zu Aldingen am Neckar nahe Stuttgart. Er war der Sohn der Margarete Johanna geborene von Stain und des Reichsritters Philipp Johann von Kaltenthal. Er hatte vier Schwestern sowie einen Bruder. Sein Geburtsdatum ist nicht überliefert.
Sein Großvater Philipp Wolf teilte sich die Herrschaft in Aldingen mit entfernten Vettern aus einer weiteren Linie der Familie von Kaltental. Philipp Wolf widersetzte sich anders als diese Vettern der in Württemberg eingeführten Reformation und setzte damit für die Bewohner in seiner Herrschaft eine Wahlfreiheit bei der Konfession durch. Seine Linie der Kaltentaler blieb in der Folge katholisch. Philipp Jakobs Bruder Philipp Diepold von Kaltental schloss sich den Malteserrittern an. Mit Philipp Jakobs Generation endete somit die katholische Linie der Kaltentaler im Mannesstamm.

## Laufbahn
1627 trat Philipp Jakob von Kaltenthal in den Deutschen Orden ein. In Ellingen bekleidete er bereits wenige Monate darauf das Amt des Baumeisters. 1631 wurde er in Freudenthal zum Hauskomtur, das heißt Stellvertreter des Komturs ernannt. Ab 1638 hatte er dasselbe Amt in Mergentheim inne. 1640 war er dort zudem Trappierer und odenwäldischer Überreiter. Weitere seiner Ämter waren die eines Küchen- sowie Kellermeisters sowie eines fränkischen Überreiters. Im Jahr 1642 war er zum letzten Mal vor einem mehrjährigen Italienaufenthalt in Deutschland nachweisbar. 1651 befand er sich in päpstlichem Kriegsdienst, zu diesem Zeitpunkt hatte er das Amt des Präfekten der päpstlichen Leibgarde inne. Insgesamt bewertete er selbst seine Kriegsdienste als gering.
Zurück in Deutschland war er von 1655 bis 1657 Komtur der Deutschordenskommende Horneck, zugleich Komtur zu Heilbronn, und anschließend bis zu seinem Tod 1669 Komtur in Blumenthal. 1662 wurde er zudem als Ratsgebietiger der Ballei Franken zum Ratgeber des fränkischen Landkomturs.
Auf dem zur Kommende Blumenthal gehörenden Besitz ließ Philipp Jakob von Kaltenthal ab 1661 die Wallfahrtskirche Maria Birnbaum im Wesentlichen unter Einsatz seines Privatvermögens durch den Baumeister Konstantin Pader errichten. Philipp Jakob hatte zwar zu Beginn seiner Laufbahn das Amt eines Baumeisters im Deutschen Orden inne und war auch darüber hinaus architektonisch interessiert, besaß aber wohl keinerlei Ausbildung in diesem Bereich. Dennoch nahm er starken Einfluss auf die Entwürfe des Kirchengebäudes, so dass er nicht nur als Bauherr, sondern neben Pader auch als einer der Baumeister der Kirche gilt. Inspiriert wurde er dabei vor allem durch seinen Romaufenthalt und speziell durch das Pantheon.
Obwohl die Arbeiten vor allem am Innenraum der Kirche zu Lebzeiten Philipp Jakobs nicht vollständig abgeschlossen werden konnten, erlebt er ihre Weihe im Jahr 1668 noch mit.

## Grab
Philipp Jakob von Kaltenthal wurde in der von ihm errichteten Kirche Maria Birnbaum bestattet. Sein Grabstein enthält weder den Namen noch die Lebensdaten des Verstorbenen. Im Zentrum des Grabsteins ist ein ovales Medaillon mit seinem persönlichen Wappen eingemeißelt. Es ist umgeben von den Familienwappen seiner Vorfahren von Kaltenthal, von Stain, von Hohenegg und von Bubenhofen. Zwischen den beiden oberen Wappen ist ein Kreuz eingemeißelt und darüber die Inschrift: IN HOC SIGNO VINCES (In diesem Zeichen wirst du siegen). Zwischen den beiden unteren Wappen ist die Inschrift zu lesen: HIC JACET PULVIS CINIS ET NIHIL HUIUS SANCTAE ECCLESIAE FUNDATOR (Hier liegt der Staub, die Asche und das Nichts des Gründers dieser heiligen Kirche).